# 曾璵
曾璵（1480年—1558年），字東石，號少岷，四川瀘州直隸州人，明朝政治人物。

## 生平
曾璵是正德二年（1507年）丁卯科四川鄉試第五名舉人，正德三年（1508年）聯捷戊辰科二甲七十名進士，獲授戶部江西司主事，因為忤逆劉瑾，被罚跪午門。後榷税清源，以廉明稱。歷升员外郎、郎中，正德十一年（1516年）外任建昌府知府，立社學，建書院，毁淫祠。寧王之亂期間，他帶著書生和廣信府知府周朝佐攻下南康、九江，協助王守仁討平叛亂，正德十五年被劾去職，當地人將他入祀名宦祠。
曾璵擅長詩文，和新都楊慎、州人章懋等人友好，有作品《計部大事記》、《少岷存藁》流傳。

## 家族
曾祖曾以迪；祖父曾思虎；父曾海寬。母韻氏。具慶下。兄曾璠。子曾士彥。

## 引用
- 张佳胤《江西建昌府知府少岷曾公墓志铭》

1. 1 2  光緒《瀘州直隸州志·卷九·人物志上》：曾璵，字東石 舊志誤作東名，《明詩綜》亦作東玉，號少岷，州人，正德戊辰進士。任戶部郎中，以忤劉瑾出知江西建昌府，宸濠之變璵以書生提一旅，與周朝佐等攻南康、下九江，佐王守仁討逆盪叛，厥功甚偉，旴人祀之名宦。善詩文，與新都楊慎、州人章懋等互相師友，有《計部大事記》、《少岷存藁》諸集行世。
2. ↑  光緒《瀘州直隸州志·卷八·選舉志》：曾璵 見進士，上俱宏治壬子（舉人）
3. ↑  《正德三年戊辰科進士登科録》：曾璵，貫四川瀘州民籍，合江縣學生。治禮記，字東石，行三，年二十九，三月初三日生。曾祖以迪。祖思虎。父海寬。母韻氏。具慶下。兄璠。娶鄧氏。四川鄉試第五名。會試第二百二十八名。